# Jeanne Balibar
Jeanne Balibar (Parijs, 13 april 1968) is een Frans actrice, filmregisseur en zangeres.

## Biografie
Jeanne Balibar werd in 1968 in Parijs geboren als kind van de filosoof Étienne Balibar en de fysica Françoise Balibar. Ze volgde eerst een sportopleiding (dansafdeling) aan het Lycée Racine en won ook een prijs op het Concours Général. Na het behalen van haar middelbareschooldiploma ging Balibar naar het hypokhâgne op het Lycee Henri-IV en slaagde in 1987 voor het concours Lettres A/L aan de École normale supérieure. Ze ging vervolgens geschiedenis studeren aan de Universiteit Parijs 1 Panthéon-Sorbonne. In 1991 werd Balibar toegelaten aan de theateracademie Cours Florent en het jaar daarop slaagde ze voor het  toelatingsexamen aan het Conservatoire national supérieur d'art dramatique.

### Theater
In 1993, na slechts een termijn aan het conservatorium, werd Balibar vast aangenomen bij de Comédie-Française als pensionnaire. Ze speelde in de zomer van 2004 op de binnenplaats van het Festival van Avignon de rol van Done Elvire in Dom Juan van Molière. Ze werd ook opgemerkt in 1995 in Les Bonnes van Jean Genet. Ontevreden verliet ze de Comédie-Française in 1997 om zich meer te concentreren op rollen in speelfilms. Niettemin bleef Balibar regelmatig acteren op het toneel. Ze speelde onder andere de rol van Dona Prouhèze in Paul Claudels Le Soulier de satin (geregisseerd door Olivier Py in 2003 en hernomen in 2009 door het Théâtre de l'Odéon), en de rol van Héléna in Anton Tsjechovs Oom Vania, geregisseerd door Julie Brochen in het Théâtre de l'Aquarium. 
In 2008, tijdens het herfstfestival in Parijs, trad ze op in het Théâtre de la Ville samen met de Franse choreograaf Boris Charmatz in La Danseuse malade, een show geïnspireerd door de Japanse dans Butō. Balibar spreekt zowel Duits als Engels en speelde ook toneelstukken in vreemde talen, met name in Berlijn: Solaris in 2005 en La Cousine Bette in 2014.

### Cinema
Balibar begon haar filmcarrière in 1992 in La Sentinelle, een film van Arnaud Desplechin. Naast vele andere rollen speelde ze verscheidene malen in films van Jean-Claude Biette, Josée Dayan en Jacques Rivette. Het is deze laatste die in 2001 in Va savoir Balibar een eerste grote rol aanbood. Balibar weigerde veel aanbiedingen in komedies of populaire films en werd in tien jaar tijd een icoon van de nieuwe Franse cinema.
Balibar won in 1998 de Gouden Schelp voor beste actrice op het Internationaal filmfestival van San Sebastian voor haar rol in de film Fin août, début septembre van Olivier Assayas. Ze werd genomineerd voor de César voor beste actrice in een bijrol in 2001 voor Jeanne Labrune's film Ça ira mieux demain en in 2009 voor de film Sagan van Diane Kurys.
Balibar was jurylid voor de filmcompetitie op het 58e Filmfestival van Venetië in 2001 en het 61e Filmfestival van Cannes in 2008. In januari 2013 debuteerde Balibar als filmregisseur met Par exemple, Électre, geregisseerd in samenwerking met Pierre Léon. De film kreeg in 2012 een "speciale vermelding" toegekend tijdens de prijsuitreiking van de Prix Jean-Vigo. In 2018 won ze zowel de César voor beste actrice als de Prix Lumières voor beste actrice voor haar rol in de film Barbara, geregisseerd door Mathieu Amalric, haar ex-partner.

### Zangcarrière
Balibar begon haar zangcarrière met een deelname aan een concert in 1999 ter ondersteuning van de Groupe d'information et de soutien des immigrés in het Parijse auditorium aan de Élysée Montmartre met haar versie van Les Petits Papiers van Serge Gainsbourg, verwijzend naar de situatie van de zogenaamde 'sans-papiers'. Ze nam ook het lied La Putain van Serge Reggiani op voor het tributealbum Autour de Serge Reggiani.
Op 13 oktober 2003 bracht Balibar haar debuutalbum Paramour uit, met arrangementen van Rodolphe Burger en met teksten die ze schreef samen met Pierre Alféri, haar toenmalige partner. Het album bevat sombere en melancholische rocksongs met onder andere een cover van Peggy Lee en een duet met Maggie Cheng, haar medespeelster in de film Clean van Olivier Assayas. Op 7 november 2006 volgde haar tweede album Slalom Dame met medewerking van Rodolphe Burger, Pierre Alféri, Dominique A en Fred Poulet.
Balibar zingt ook in Maïwenns film Le Bal des actrices, waar ze de spot drijft met haar status als 'intellectuele actrice' en in Le Plaisir de chanter van Ilan Duran Cohen met het lied L'amour est fou.
Op 25 januari 2010 gaf Balibar een concert, begeleid door Rodolphe Burger, Marc Kerr en Arnaud Roulin, in het Café de la danse in Parijs, waar ook de documentaire over Balibar, Ne change rien, van Pedro Costa die avond werd vertoond. In hetzelfde jaar nam ze een duet op samen met Philippe Katerine voor diens gelijknamige album.

### Privéleven
Jeanne Balibar was van 1996 tot hun scheiding in 2003 de partner van Mathieu Amalric, met wie ze twee zonen heeft. Vervolgens was ze samen met Pierre Alféri en de muzikant Philippe Katerine tot 2011, waarna ze ging samenwonen met de Duitse toneelregisseur Frank Castorf.
Balibar zet zich al geruime tijd in voor verenigingen voor hulp aan illegale vreemdelingen. Ze pleitte ook tegen de wet Hadopi en drukte haar angst uit over het beleid van Nicolas Sarkozy tijdens zijn verkiezing tot president, hem vergelijkende met Silvio Berlusconi. Op 30 november 2015 was zij een van de ondertekenaars van het manifest Appel des 58, ter verdediging van de vrijheid te demonstreren tijdens de noodtoestand afgekondigd in Frankrijk na de aanslagen in Parijs.

## Filmografie

### Films
- 1992: La Sentinelle van Arnaud Desplechin
- 1994: Un dimanche à Paris van Hervé Duhamel - Nina
- 1994: Le Beau Pavel van Lou Jeunet (kortfilm) - Jeanne
- 1994: La Folie douce van Frédéric Jardin - Mavan leine
- 1994: La Croisavan d'Anne Buridan van Judith Cahen
- 1996: Comment je me suis disputé... (ma vie sexuelle) van Arnaud Desplechin - Annie
- 1997: Mange ta soupe van Mathieu Amalric - la fille
- 1998: Dieu seul me voit van Bruno Podalydès - Anna
- 1999: Fin août, début septembre van Olivier Assayas - Jenny
- 1999: Trois Ponts sur la rivière van Jean-Claude Biette - Claire
- 2000: Savan   van Benoît Jacquot - Madame Santero
- 2000: Ça ira mieux van main van Jeanne Labrune - Élisabeth
- 2001: Comédie de l'innocence van Raoul Ruiz - Isabella
- 2001: Va savoir van Jacques Rivette - Camille B.
- 2001: Intimisto van Licia Eminenti (kortfilm)
- 2001: Avec tout mon amour van Amalia Escriva - Eugénia
- 2002: Petite Victoire van Gilles Cohen (kortfilm) - Michelle
- 2002: Le Stavan de Wimbledon van Mathieu Amalric – jonge vrouw
- 2002: Une affaire privée van Guillaume Nicloux - Sylvie, ex van Manéri
- 2002: 17 fois Cécile Cassard van Christophe Honoré - Édith
- 2003: Saltimbank van Jean-Claude Biette - Vanessa Bartholomioux
- 2003: Toutes ces belles promesses van Jean-Paul Civeyrac - Marianne
- 2004: Code 46 van Michael Winterbottom - Sylvie
- 2004: Clean van Olivier Assayas - Irène Paolini
- 2005: Les Rois maudits (miniserie) van Josée Dayan - Béatrice de Hirson
- 2005: Ne change rien van Pedro Costa (korte documentaire) - zichzelf
- 2006: Call Me Agostino van Christine Laurent - Marianne Baudessin
- 2006: Mademoiselle Y van Hélène Fillières (kortfilm) - Madame X
- 2007: J'aurais voulu être un danseur van Alain Berliner - Claudia
- 2007: Ne touchez pas la hache van Jacques Rivette - Antoinette de  Langeais
- 2007: Sagan van Diane Kurys - Peggy Roche
- 2008: La Fille de Monaco van Anne Fontaine - Hélène
- 2008: Le Plaisir de chanter van Ilan Duran Cohen - Constance
- 2009: L'Idiot van Pierre Léon - Nastassia Philippovna
- 2009: Le Bal des actrices van Maïwenn - zichzelf
- 2009: La Femme invisible van Agathe Teyssier - Fantômette
- 2009: La Petite Sibérie van Laurence Ferreira Barbosa
- 2010: Ne change rien van Pedro Costa - zichzelf
- 2012: Im Alter von Ellen van Pia Marais - Ellen
- 2013: Par exemple, Électre van Jeanne Balibar en Pierre Léon – Jeanne (tevens co-regisseur)
- 2013: Delight van Gareth Jones - Écho
- 2013: Layla Fourie van Pia Marais
- 2014: Grace of Monaco van Olivier Dahan - hertogin Baciocchi
- 2014: Les Nuits d'été van Mario Fanfani - Hélène Aubertin
- 2015: Le Dos rouge van Antoine Barraud - Célia Bhy
- 2016: Deadweight van Axel Koenzen - Francoise Kettler
- 2016: À jamais van Benoît Jacquot - Isabelle
- 2017: Barbara van Mathieu Amalric - Brigitte

### Televisie
- 1995: Julie Lescaut (seizoen 2, aflevering 3 Trafics) van Josée Dayan - Marika
- 1995: Le Crime de Monsieur Still (tv-film) van Claire Van vers - Charlotte
- 1999: Balzac (tv-film) van Josée Dayan
- 2006: Noise van Olivier Assayas (documentaire) - zichzelf
- 2009: Mourir d'aimer (tv-film) van Josée Dayan - moeder van  Lucas
- 2012: Clara s'en va mourir (tv-film) van Virginie Wagon - Clara
- 2013: Tunnel (televisieserie, eerste seizoen) van Dominik Moll - Charlotte Joubert
- 2017: La Tueuse caméléon (tv-film) van Josée Dayan - Judith Corel

## Discografie
- 2003: Paramour
- 2006: Slalom Dame

## Prijzen en nominaties
De belangrijkste:
| Jaar | Prijs                                         | Categorie                        | Film                                          | Uitslag     |
| ---- | --------------------------------------------- | -------------------------------- | --------------------------------------------- | ----------- |
| 2018 | Prix Lumières                                 | Beste actrice                    | Barbara                                       | Gewonnen    |
| 2018 | César                                         | Beste actrice                    | Barbara                                       | Gewonnen    |
| 2009 | César                                         | Beste vrouwelijke bijrol         | Sagan                                         | Genomineerd |
| 2001 | César                                         | Beste vrouwelijke bijrol         | Ça ira mieux demain                           | Genomineerd |
| 1998 | César                                         | Beste jong vrouwelijk talent     | J'ai horreur de l'amour                       | Genomineerd |
| 1998 | Internationaal filmfestival van San Sebastian | Gouden Schelp voor beste actrice | Fin août, début septembre                     | Gewonnen    |
| 1997 | César                                         | Beste jong vrouwelijk talent     | Comment je me suis disputé… (ma vie sexuelle) | Genomineerd |